# ايفو جان
ايفو جان (بالسلوفينية: Ivo Jan)‏ (و. 1975  م) هو لاعب هوكي الجليد، ومدرب هوكي جليد، ومعلق لون من سلوفينيا، وجمهورية يوغوسلافيا الاشتراكية الاتحادية، مركز لعبه هو وسط ‏.

## روابط خارجية
- ايفو جان على موقع EliteProspects.com (الإنجليزية)
- ايفو جان على موقع Eurohockey.com (الإنجليزية)
- ايفو جان على موقع HockeyDB.com (الإنجليزية)